# Jacana
Jacana (latin: Jacana jacana) er en sydamerikansk fugl, der tilhører bladhønsefamilien i ordenen mågevadefugle.